# Mama Maghan
Mama Maghan, död efter 1670, var en afrikansk härskare. Han var mansa, monark, i Maliriket mellan under 1660- och 1670-talen.